# 東光東芝メーターシステムズ
東光東芝メーターシステムズ株式会社（とうこうとうしばメーターシステムズ）は、日本の計器メーカーである。本社を埼玉県蓮田市に置く。
2009年12月1日、東光電気（現・東光高岳）と東芝の計器事業の統合により発足した。

## 沿革
- 1915年（大正4年）-【東芝】東芝の計器事業としての企業国産第1号として型式承認取得。
- 1924年（大正13年）-【東芝】国産技術で開発した電力量計の生産を開始。
- 1929年（昭和4年）-【東光電気】東京電燈の自家用修理工場が芝浦電気工業株式会社として独立。計器修理事業を開始。
- 1953年（昭和28年）-【東光電気】電力量計修理事業を協同電機製作所及び王子電機工業所から継承。東光電気株式会社として検定申請業務を開始。
- 1958年（昭和33年）-【東光電気】電力量計修理事業を港区海岸に統合。計器工場となる。
- 1985年（昭和60年）-【東芝】電力量計生産台数累計３千万台達成
- 1997年（平成9年）-【東光電気】電子メータ（電力需給用複合計器）の修理開始。
- 2006年（平成18年）-【東光電気】携帯電話方式遠隔停止停解装置の製造開始。
- 2007年（平成19年）-【東光電気】特定計量器製造時業者届出、深夜電力用タイムスイッチ(電子式）修理開始、子メータ（証明用電気計器）E2E系型式承認取得。
- 2009年（平成21年）- 東光電気の計器事業と東芝の計器事業を統合し、東光東芝メーターシステムズ株式会社が発足。
- 2014年（平成26年）- スマートメーター（東京電力仕様）の量産を開始。
- 2015年（平成27年）- 電力量計事業100周年を迎える。
- 2016年（平成28年）- 電力量計生産台数累計5千万台を達成。
- 2017年（平成29年）- スマートメーターの累計製造台数7百万台を達成。

## 製品・サービス
- スマートメーター（SmaMe）
- 電子式電力量計
- 計器用変成器
- 省エネ支援機器
- 自動検針システム
- 水道メーター関連機器
- LPガス関連機器